# Veľké Ludince
Veľké Ludince (Hongaars: Nagyölved) is een Slowaakse gemeente in de regio Nitra, en maakt deel uit van het district Levice.
Veľké Ludince telt 1.626 inwoners.
De gemeente is in grote meerderheid Hongaars, de inwoners behoren meest tot de Hongaarse minderheid in Slowakije.

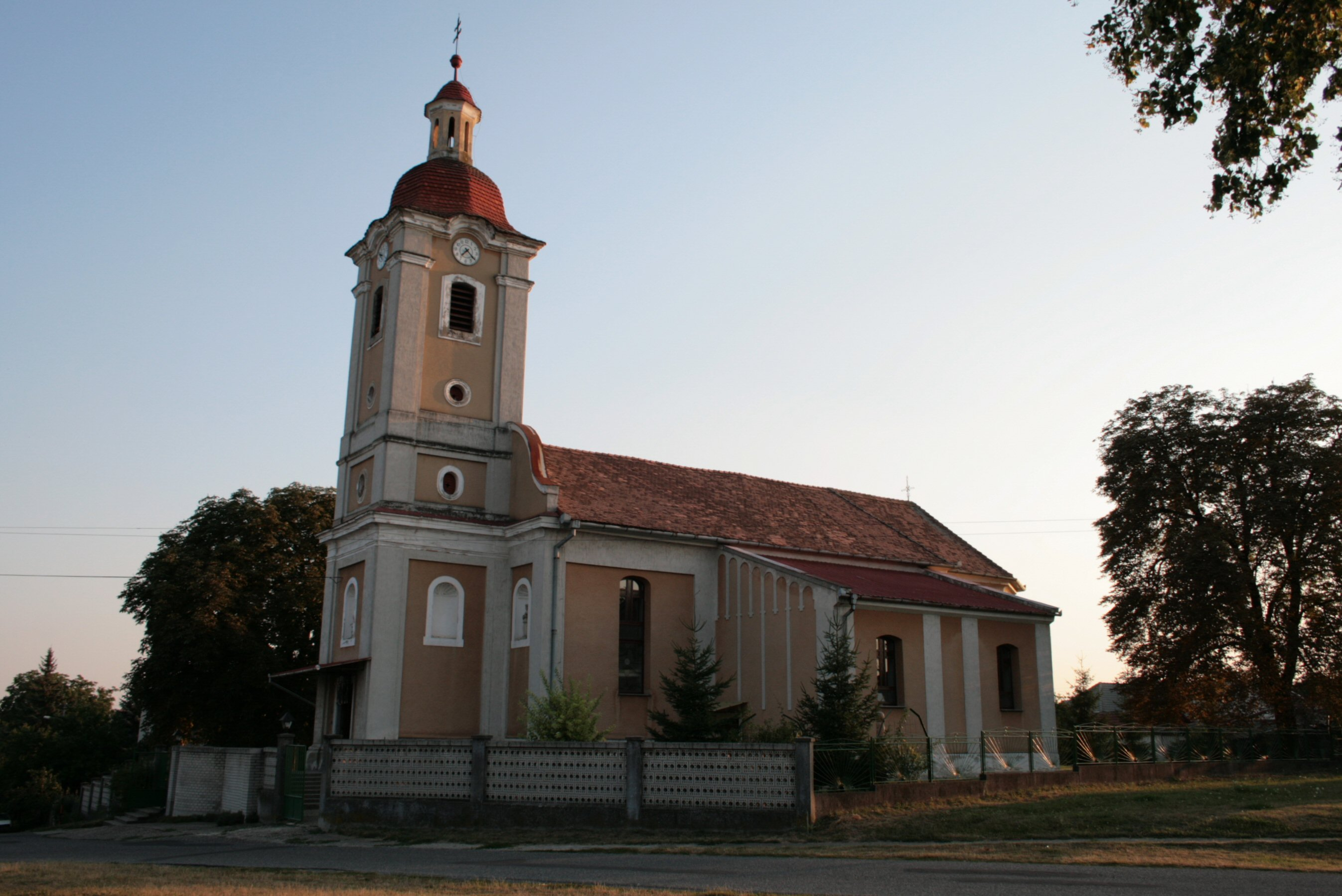
Kerk